# Паскаль Опплігер
Паскаль Опплігер (нім. Pascal Oppliger, нар. 1 квітня 1980) — швейцарський футболіст, що грав на позиції півзахисника. По завершенні ігрової кар'єри — тренер. З 2022 року очолює тренерський штаб команди «Ла Шо-де-Фон».
Виступав, зокрема, за клуб «Ксамакс», а також молодіжну збірну Швейцарії.

## Клубна кар'єра
У дорослому футболі дебютував 1997 року виступами за команду «Ксамакс», у якій провів дев'ять сезонів, взявши участь у 171 матчі чемпіонату. 
Згодом з 2006 по 2012 рік грав у складі команд «Івердон Спорт», «Ла Шо-де-Фон», «Івердон Спорт» та «Б'єн».
Завершив ігрову кар'єру у команді «Серрієрес», за яку виступав протягом 2012—2013 років.

## Виступи за збірну
У 2002 році залучався до складу молодіжної збірної Швейцарії.

## Кар'єра тренера
Розпочав тренерську кар'єру відразу ж по завершенні кар'єри гравця, 2013 року, очоливши тренерський штаб клубу «Коломб'єр», де пропрацював з 2013 по 2017 рік.
Протягом тренерської кар'єри також очолював команди «Портальбан» та «Ла Шо-де-Фон», а також входив до тренерських штабів клубів «Ксамакс» та «Беюне».
З 2022 року очолює тренерський штаб команди «Ла Шо-де-Фон».